# Васнево (Бельский район)
Васнево — деревня в Бельском районе Тверской области России. Входит в состав Кавельщинского сельского поселения.

## География
Деревня находится в юго-западной части Тверской области, в зоне хвойно-широколиственных лесов, на левом берегу реки Вейны, при автодороге 28Н-0132, на расстоянии примерно 2 километров (по прямой) к юго-востоку от города Белого, административного центра района. Абсолютная высота — 205 метров над уровнем моря.

### Климат
Климат характеризуется как умеренно континентальный, с умеренно морозной снежной зимой и относительно тёплым влажным летом. Среднегодовая температура воздуха — 4,1 °C. Средняя температура воздуха самого холодного месяца (января) — −8,8 °C (абсолютный минимум — −47 °C), средняя температура самого тёплого (июля) — 17,2 °С (абсолютный максимум — 36 °С). Безморозный период длится около 130 дней. Годовое количество атмосферных осадков составляет в среднем 612 мм, из которых большая часть выпадает в тёплый период. Снежный покров держится в течение 148 дней.

### Часовой пояс
Деревня Васнево, как и вся Тверская область, находится в часовой зоне МСК (московское время). Смещение применяемого времени относительно UTC составляет +3:00.

## Население
| 2010 |
| ---- |
| 28   |

### Национальный состав
Согласно результатам переписи 2002 года, в национальной структуре населения русские составляли 97 % из 37 чел.

## История
Васнево — находилось в бывшем Бельском уезде Смоленской губернии. В конце XVIII века в селе было две усадьбы: одна принадлежала отставному подполковнику смоленской шляхты Г.П. Богдановичу, другая — И. и В. Кулешам.         В середине XIX века усадьбами владели соответственно вдова капитана 2-го ранга Ф.В. Овсова и коллежский асессор П.М. Колечицкий и его сын капитан Б.П. Колечицкий (ум. до 1917 года). В 1909 году владелец тайный советник, министр торговли и промышленности (1906) Александр Александрович Штоф и вдова статского советника И.И. Колечицкая. В 1918 году в усадьбе Колечицких было организовано показательное хозяйство — совхоз Васнецово.       В селе сохранились остатки парка усадьбы П.М. Колечицкого.